# Pont du Gard

Parcours de l'aqueduc romain de Nîmes.

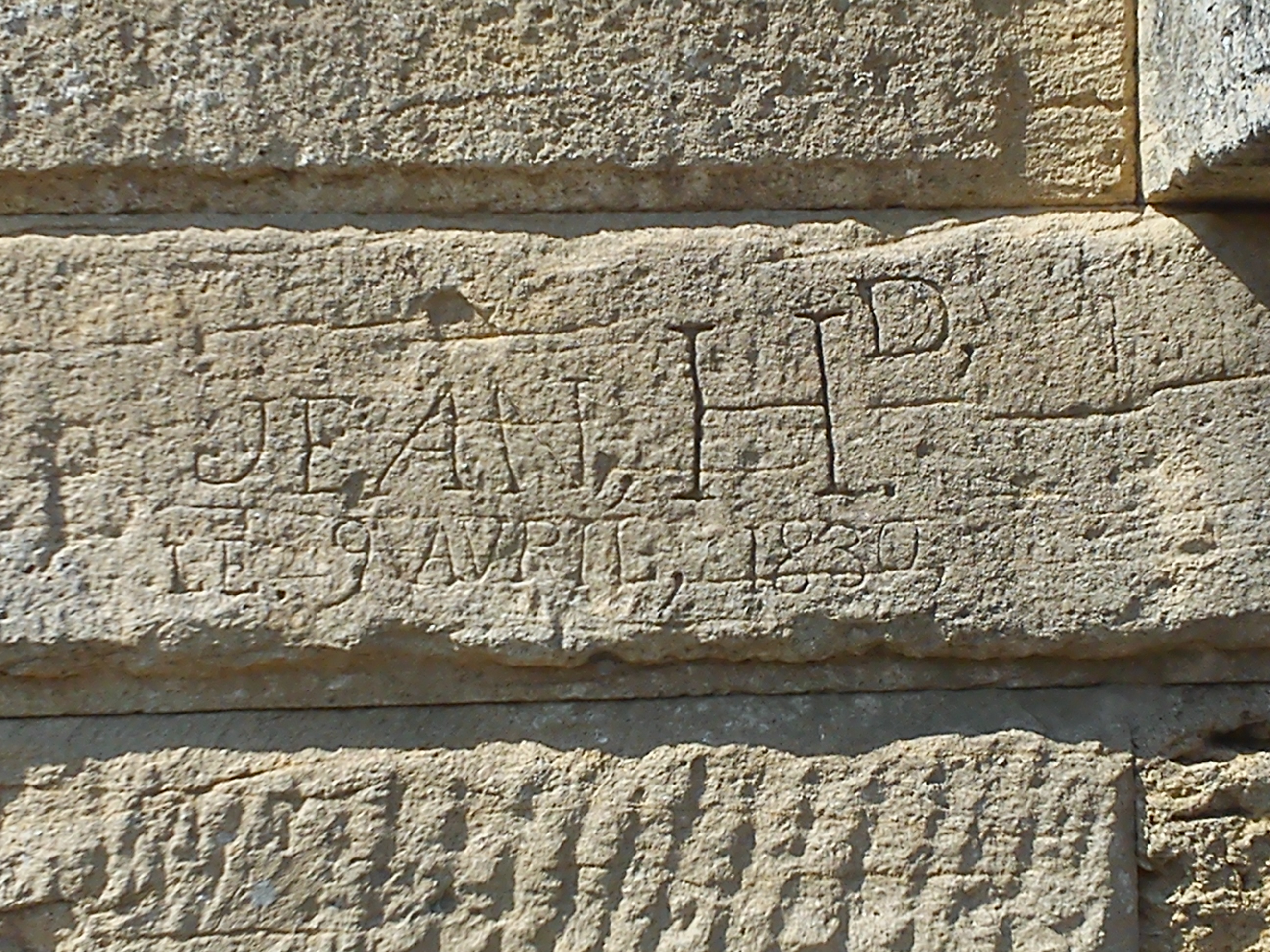
Gravure réalisée au XIX, où l'on peut lire : "JEAN, Hᴰ, LE 9 AVRIL, 1830".

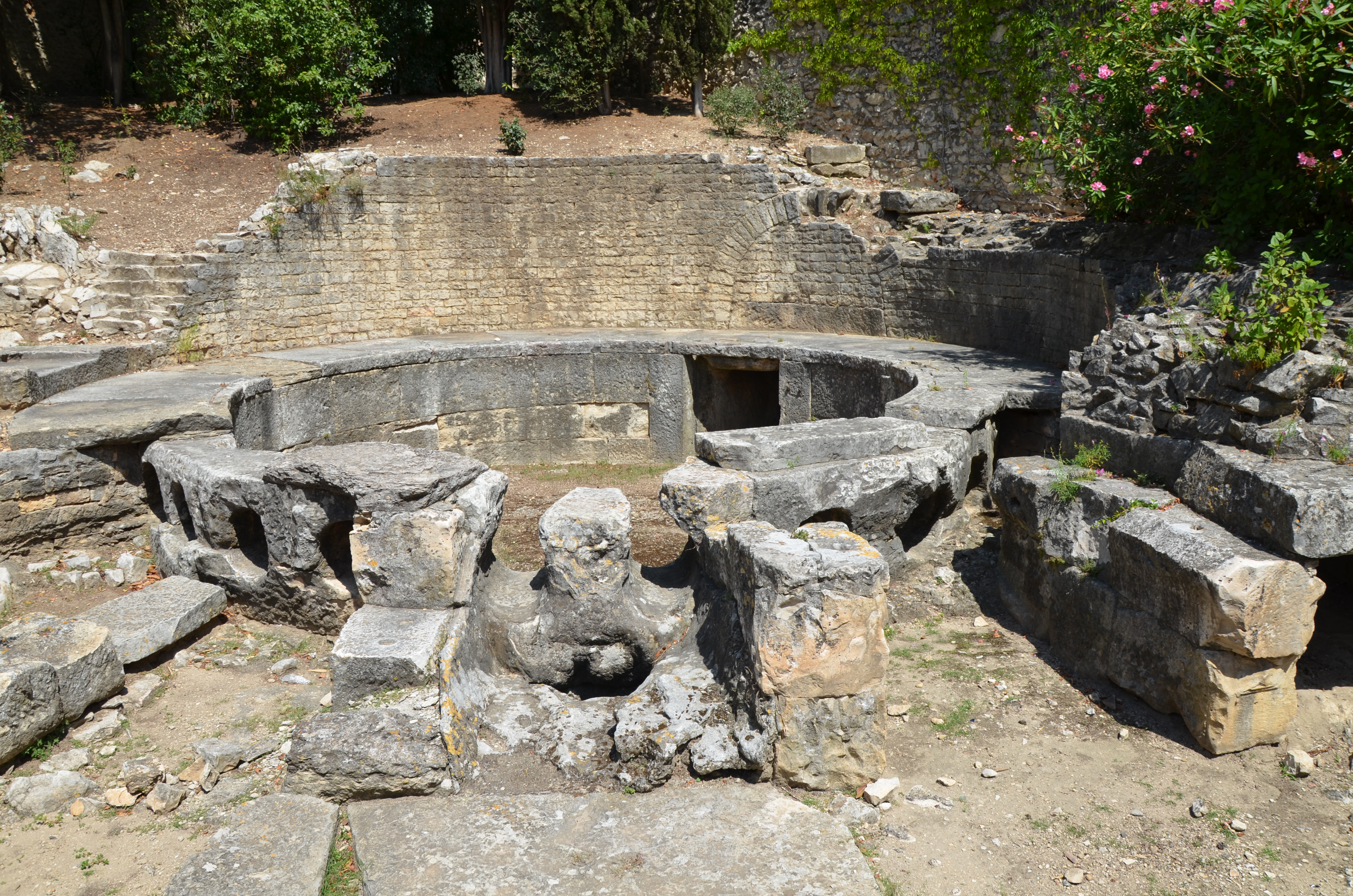
Le bassin de distribution d’eau de Nîmes ou castellum divisorium.

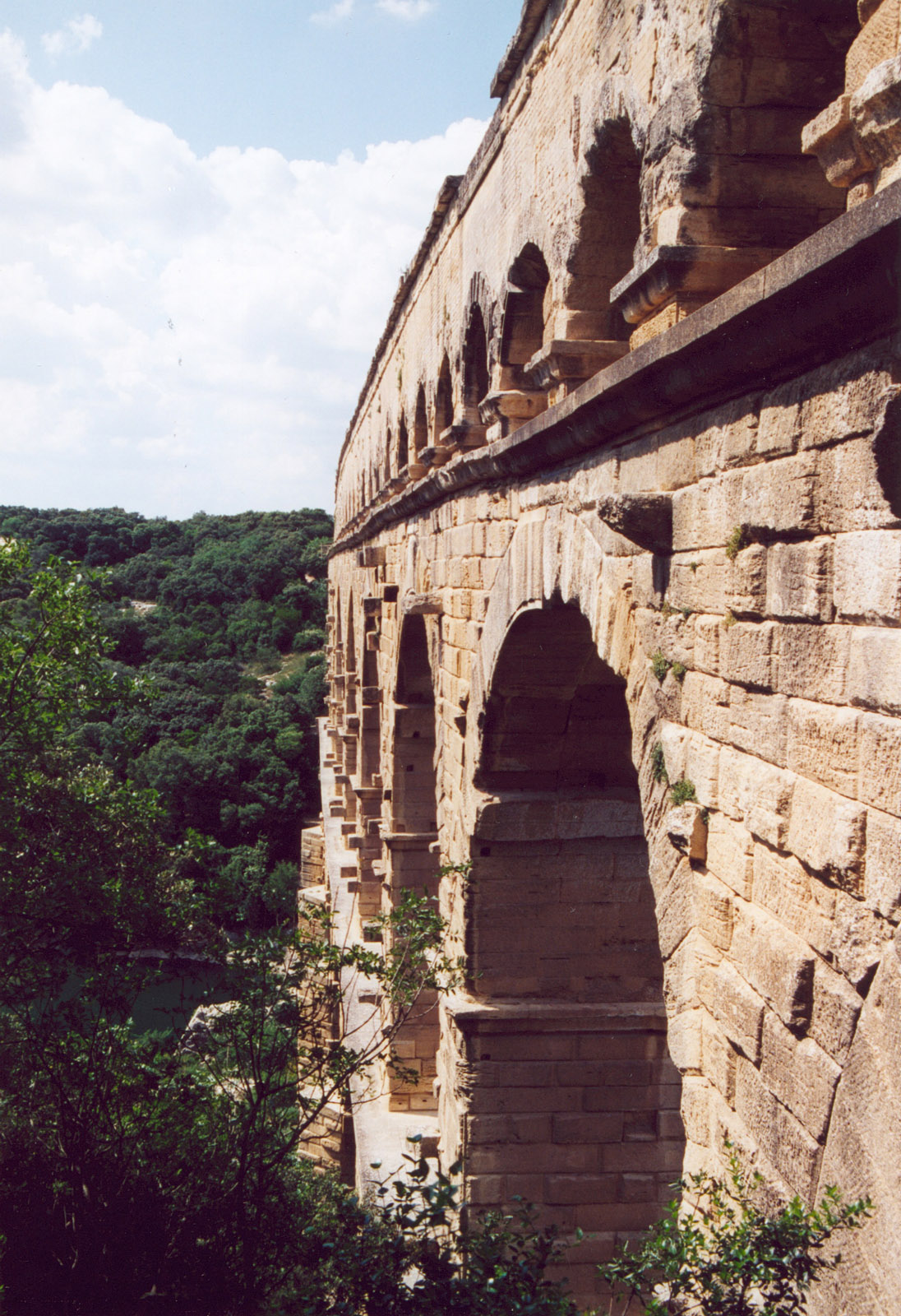
Courbure du pont.

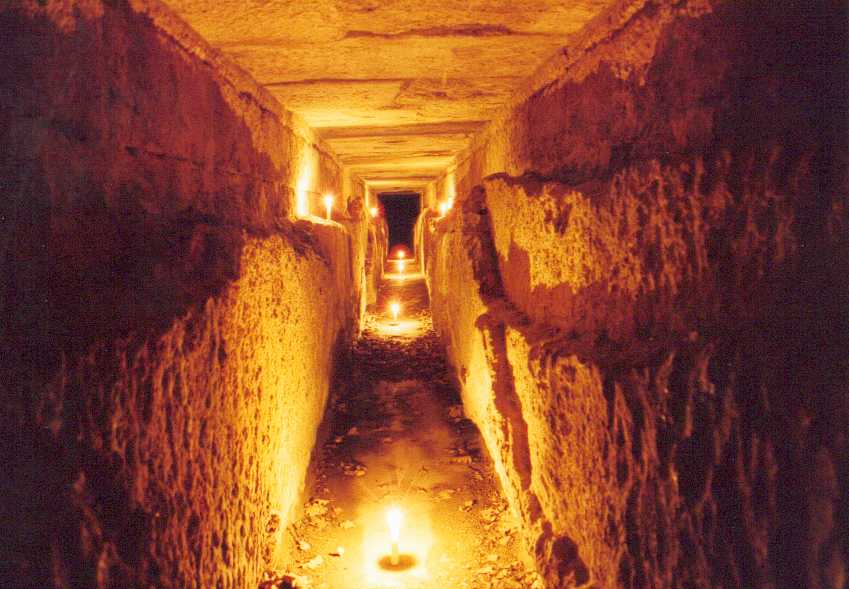
L'aqueduc, au sommet du pont.

Le pont du Gard est un pont à trois niveaux destiné au passage d'un aqueduc romain. Il est situé à Vers-Pont-du-Gard entre Uzès et Remoulins, non loin de Nîmes, dans le département français du Gard. Il enjambe le Gardon. Probablement bâti dans la première moitié du Ier siècle sous l'Empire romain, il assurait la continuité de l'aqueduc romain qui conduisait l’eau d’Uzès à Nîmes. D'après les dernières recherches, il aurait cessé d'être utilisé au début du VIe siècle.

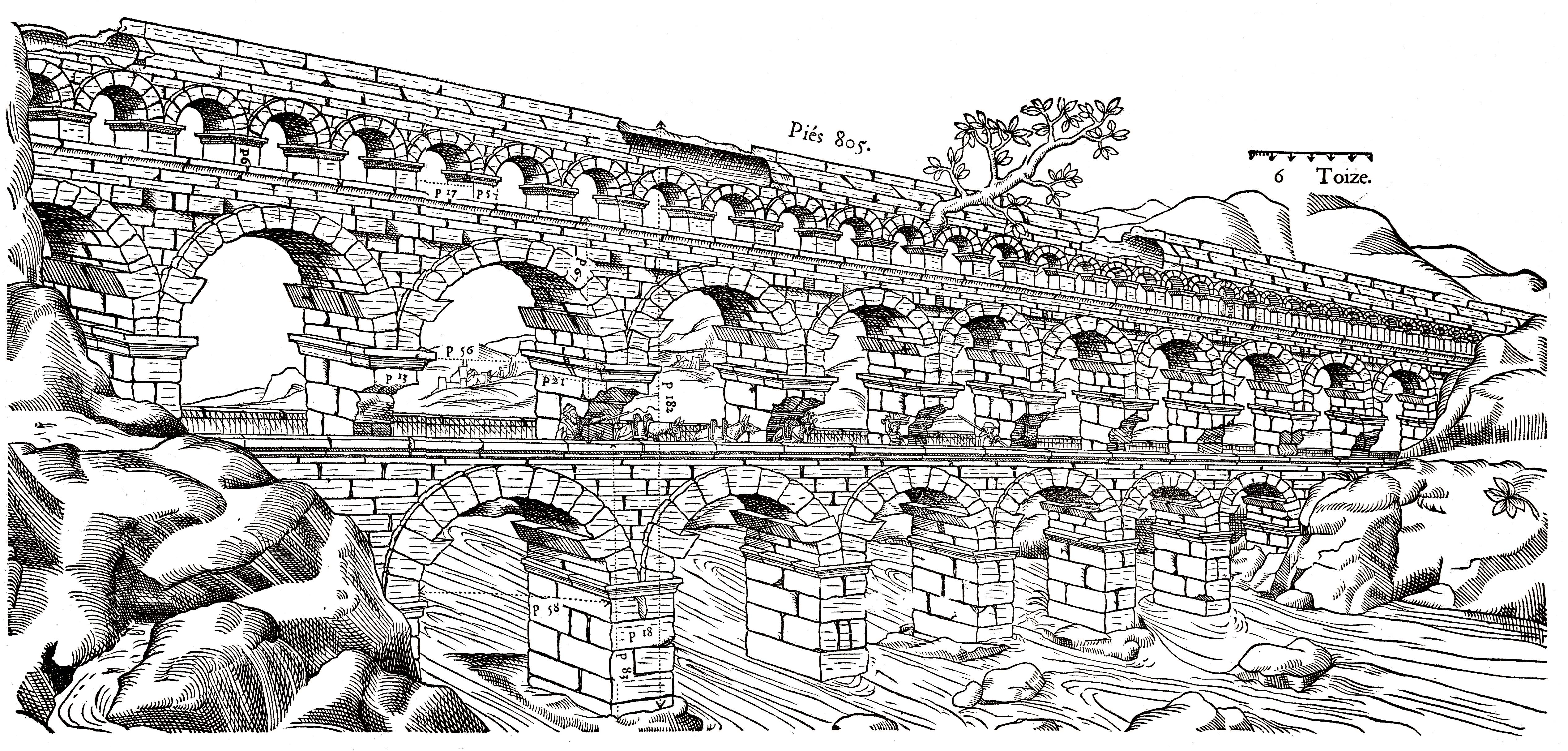
Gravure de Jean Poldo d'Albenas, 1560.

Au Moyen Âge, les piles du second étage furent échancrées  afin que l'ouvrage soit utilisé comme pont routier. Dès le XVIe siècle, l'architecture exceptionnelle du pont du Gard ayant attiré l'attention, l'ouvrage bénéficia de restaurations régulières destinées à préserver son intégrité. Un pont routier lui fut accolé en 1743-1747. Plus haut pont-aqueduc connu du monde romain et considéré comme l'un des exemples les plus monumentaux de l'ingénierie romaine, il fait l'objet d'un classement au titre des monuments historiques par la liste de 1840 et a été inscrit sur la liste du patrimoine mondial de l'Unesco en décembre 1985,.

## L'aqueduc romain de Nîmes
Le pont du Gard est la partie monumentale d'un aqueduc de plus de 50 km de longueur, qui apportait l'eau de la Fontaine d'Eure, située au pied d'Uzès, jusqu'à la ville romaine de Nemausus, aujourd'hui Nîmes, alors à son apogée. Les eaux de la source proviennent en partie de la rivière de l'Alzon, qui passe par les environs d'Uzès, et des eaux récoltées du mont Bouquet, situé plus près d'Alès. L'aqueduc proprement dit est un chef-d'œuvre d'ingénierie, témoignage de l'extraordinaire maîtrise des constructeurs anciens : le dénivelé entre les points de départ et d'arrivée n'est que de 12,6 m, la pente moyenne générale étant de 24,8 cm par km. À cause du relief, l'aqueduc serpente à travers les petites montagnes et vallées des garrigues d'Uzès et de Nîmes.
L'aqueduc de Nîmes a sans doute été construit au Ier siècle de notre ère, comme l'atteste la céramique. Des tunnels datant de l'époque d'Auguste ont dû être contournés, ce qui montre que la construction de l'aqueduc est postérieure, et les monnaies retrouvées dans les réservoirs de la ville de Nîmes, où étaient recueillies les eaux de l'aqueduc, ne sont pas antérieures au règne de l'empereur Claude (41-54). On pense donc que la construction de l'aqueduc dont fait partie le pont du Gard doit se situer entre les années 40 et 50. On estime à mille le nombre d'ouvriers qui ont été nécessaires à son édification, travaillant sur cinq années intenses.
Son débit moyen a été estimé à 40 000 mètres cubes d'eau par jour, soit environ 460 litres d'eau par seconde. L'eau courante mettait une journée entière pour parvenir par gravité de son point de captage jusqu'à l'ouvrage de répartition, sorte de château d'eau appelé castellum divisorium, encore visible rue de la Lampèze à Nîmes. Nemausus possédait un certain nombre de puits, ainsi qu'une source proche : la construction de l'aqueduc ne relevait donc pas d'une nécessité vitale, mais plutôt d'un ouvrage de prestige, destiné à l'alimentation des thermes, bains, jardins et autres fontaines de la ville. De fait le pont symbolise le génie scientifique romain. Le défi était d'autant plus grand que le pont devait résister aux crues redoutables du Gardon.
Dès le IVe siècle cependant, l'entretien commença à faire défaut, tandis que des dépôts calcaires occupaient les deux tiers, parfois les trois quarts, de la conduite. On estime à présent qu'il avait cessé de fonctionner au commencement du VIe siècle, à l'époque où, à la suite de la bataille de Vouillé, les Francs prirent le contrôle de la région d'Uzès, tandis que les Wisigoths se maintenaient à Nîmes : on a retrouvé des céramiques contemporaines dans les couches d'abandon, et l'aqueduc servit alors de carrière de pierre : les moellons de petit appareil en calcaire ont été récupérés pour construire les murs de châteaux, églises romanes, habitations et cimetières, des concrétions détachées des parois du canal ont été utilisées par les riverains pour leurs propres constructions et pour couvrir des sarcophages du cimetière de Saint-Baudile à Nîmes.

## L'architecture du pont du Gard

### Description
Construit sur trois étages avec des pierres extraites dans la carrière antique de l'Estel, le sommet du pont culmine à 48,77 m de hauteur au-dessus du Gard en basses eaux. Sur sa plus grande longueur, l'ouvrage mesure actuellement 275 m, alors qu'il mesurait 360 m lors de sa construction.
- Étage inférieur : 6 arches, 142,35 m de longueur, 6,36 m de largeur, 21,87 m de hauteur.
- Étage moyen : 11 arches, 242,55 m de longueur, 4,56 m de largeur, 19,50 m de hauteur.
- Étage supérieur : 35 arches, 275 m de long, 3,06 m de largeur, 7,40 m de hauteur. Cet étage a perdu 12 arches, et mesurait initialement 360 m ; il était précédé d'une culée de 130 m de long ; à l'origine de cette culée a été découvert en 1988 un ouvrage de régulation[9]. Les arches avaient 16 pieds romains d'ouverture (4,75 m), tandis que les piles avaient environ 10 pieds sur 10 (3 m).
- Canal : 1,80 m de hauteur pour 1,20 m de largeur, pente de 0,04%[réf. nécessaire].

L'observation de la face interne des piliers du deuxième étage du pont, construit en grand appareil, révèle le travail des bâtisseurs romains : techniques de taille des blocs (traces de coup d'escoude) et techniques de construction (blocs posés en carreau et boutisse et blocs saillants pour la mise en place des échafaudages). En s'approchant, on constate la précision des assemblages : chaque bloc était lié aux autres par ciselage des joints sur place.
De nombreuses traces et gravures parsèment la surface du pont. Ce sont des marques d'assemblage indiquant la place des claveaux de voûtes, par exemple, « FRS II » (frons sinistra II, c'est-à-dire « face gauche 2 ») ou des symboles comme le « phallus », symbole apotropaïque (c'est-à-dire « servant à détourner des influences maléfiques »), ou bien encore des marques diverses laissées par les bâtisseurs de toutes époques pour qui le pont du Gard était une étape obligée.
Le pont présente une courbure convexe de ses étages supérieurs du côté amont. Cette déformation a longtemps été attribuée à la volonté des constructeurs d'assurer la résistance de l'ouvrage, comme on le ferait pour un barrage-voûte. À la suite de mesures de microtopographie exécutées en 1989, on l'interprète à présent comme le résultat d'une dilatation diurne sous l'effet de l'ensoleillement, qui provoque un déplacement d'environ 5 mm ; les pierres retrouvent leur place au cours de la nuit. La répétition de ce phénomène au cours des siècles aurait conduit à la forme actuelle du pont.

#### Alternative possible pour les architectes romains
Vu le profil de la vallée du Gard à cet endroit, il aurait été possible de réaliser un passage de l'aqueduc en siphon inversé. Le premier niveau du pont actuel aurait convenu comme pont-siphon, en lui donnant une largeur de 10 mètres (contre 6,4 mètres) pour accueillir les 16 tuyaux en plomb (de 22 cm de diamètre extérieur et 1 cm d'épaisseur) nécessaires au bon écoulement du débit d'eau. Les inconvénients de ce choix auraient été multiples : perte  supplémentaire non négligeable, de 1 m environ de dénivelé, entraînant un débit plus faible à l’aval ; concrétionnement plus rapide dans les tuyaux que dans le canal (la concentration en calcaire de l’eau de la source d’Uzès étant très élevée) ; coût de l'ouvrage plus important en raison de la très conséquente quantité de plomb (340 tonnes) à mettre en œuvre.

### Construction
Le pont a été presque entièrement construit à sec, c'est-à-dire sans l'aide de mortier, les pierres — dont certaines pèsent six tonnes — étant maintenues par des tenons de chêne. Seule la partie la plus élevée, à la hauteur du canal, est faite de moellons liés au mortier. Le calcaire coquillier est issu de la carrière de l'Estel située à environ 700 m en aval du monument, au bord du Gardon. Ce matériau, connu localement comme « pierre de Vers », présente une texture assez grossière, se prêtant très bien à la taille.
La canalisation couverte de dalles fait en moyenne 1,80 m de haut et 1,20 m de large. Elle est constituée d’un radier de béton de chaux mêlé de pierres calcaires et de sable. Ses parois sont enduites d’un mortier d'étanchéité (béton romain composé d’un quart de chaux éteinte, d’une moitié de sable et d’un quart de tuileaux concassés). Ces parois sont recouvertes d'un badigeon rouge fait de lait de chaux mélangé à un sable de quartz rouge d'une granulométrie précise et fortement chargé en oxyde ferrique. Émile Espérandieu appelant à tort ce « bol rouge le maltha, pensait qu'il renforçait l'étanchéité mais il servait probablement de repère aux ouvriers chargés de retirer les dépôts calcaires à l'intérieur de la canalisation, leur signalant d'arrêter le décapage pour ne pas altérer le béton. Beaucoup d'ouvrages hydrauliques romains comme dans l'aqueduc de Nîmes sont en effet étanchéifiés par un cuvelage en ciment de tuileau, céramique poreuse.
Sur place, les blocs étaient montés grâce à une cage à écureuil dans laquelle les ouvriers prenaient place, apportant la puissance nécessaire au treuil. Un échafaudage complexe fut érigé pour soutenir le pont pendant la construction, dont les faces portent toujours les marques : on distingue un peu partout les appuis d'échafaudages et, sur les piles, les arêtes saillantes qui soutenaient les assemblages de bois semi-circulaires destinés au maintien des voûtes. On suppose que la construction a duré de trois à cinq ans (une quinzaine d'années pour l'ensemble de l'aqueduc de Nîmes), avec 800 à 1 000 ouvriers sur le chantier. On a évalué à 11 millions le nombre de blocs de pierre utilisés et à 50 400 tonnes le poids de l'ensemble. Chacune des grandes voûtes est constituée de voûtes indépendantes accolées (quatre à l'étage inférieur, trois au second étage), ce qui donne à l'ensemble la capacité de résister aux légers mouvements et tassements inévitables avec le temps. Cette partition de la voûte en anneaux indépendants ne se rencontre qu'en Narbonnaise, par exemple aux ponts romains de Sommières, Boisseron, Ambrussum, Nages-et-Solorgues.

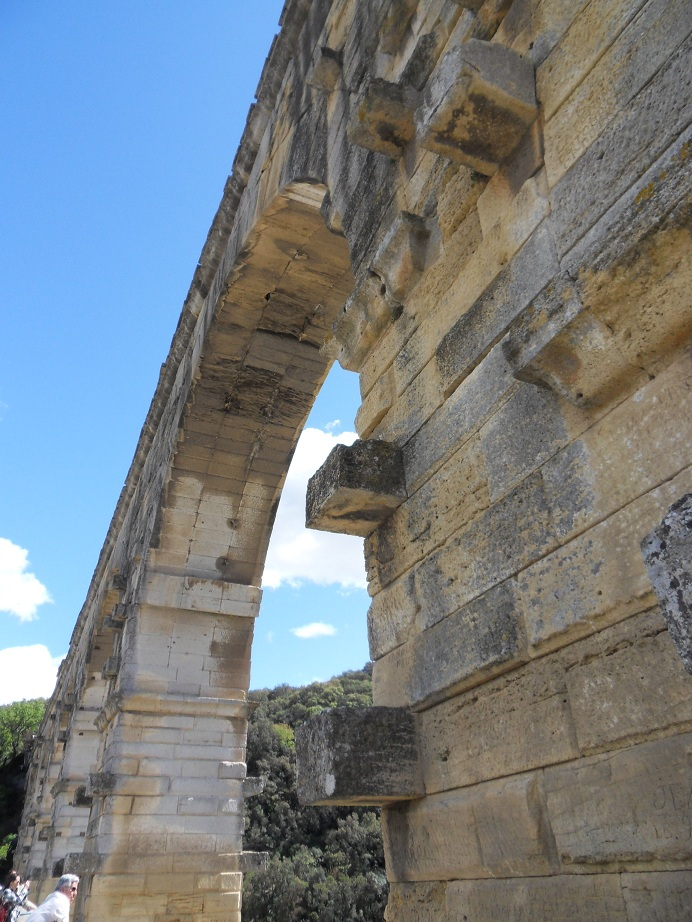
Partie de la paroi où on peut voir les pierres saillantes servant de points d'appui aux échafaudages.

L'aqueduc situé au troisième niveau a un plancher constitué de mortier et de cailloux et des parois en moellons. Sa taille permettait à un homme d'en assurer aisément l'entretien.

## Le pont après l'abandon de l'aqueduc

### Dégradation
Du Moyen Âge au XVIIIe siècle, le pont a subi des dégradations notables. À une époque inconnue, mais vraisemblablement aux alentours du XIIe siècle, douze arches du troisième étage furent détruites et les pierres récupérées comme matériau de construction. Par la suite, il fut utilisé comme passage pour traverser la rivière : pour faciliter la traversée du pont, certaines piles ont été creusées. Ces travaux ont altéré sa stabilité. D’autres facteurs comme des crues ou des séismes peuvent expliquer la dégradation de l'ouvrage. Il possède une inclinaison d'environ 30 cm.

### Redécouverte et restaurations

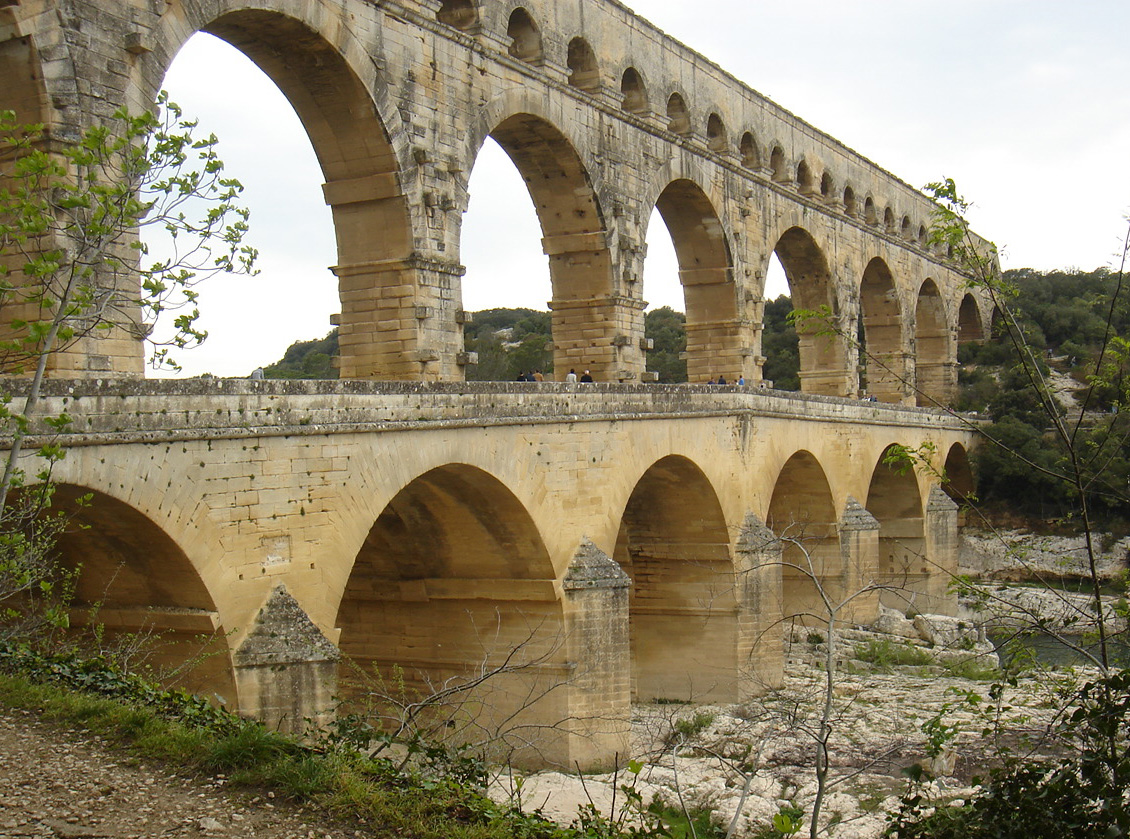
Le pont routier accolé au XVIIIe siècle.

La Renaissance, qui haussa l'Antiquité au rang de modèle absolu, ne manqua pas de s'intéresser au pont du Gard, l'un des plus spectaculaires monuments romains subsistant en France.
Charles IX passa devant le pont en décembre 1564 lors de son tour de France royal (1564-1566), accompagné par la Cour et par ceux qui étaient les Grands du royaume, son frère le duc d’Anjou, Henri de Navarre, les cardinaux de Bourbon et de Lorraine.
Dès 1647, l'évêque de Nîmes alerte les États de Languedoc sur le danger de ruine que présente le pont. Il précise, dans son adresse aux députés, qu'un fonds de 1 500 livres avait déjà été constitué pour les réparations à faire, mais qu'il était bloqué « entre les mains […] de bourgeois de la ville du Saint-Esprit ».
Le 10 janvier 1660, Louis XIV et la Cour, alors dans le Midi de la France à l'occasion de la négociation de la paix des Pyrénées, allèrent voir le pont du Gard.
En 1696, Nicolas de Lamoignon de Basville, intendant de Languedoc, inquiet pour la stabilité de l'édifice, fit faire un devis pour la réparation par l'abbé Henri de Laurens et Augustin-Charles d'Aviler, architecte de la Province. Les travaux, pris en charge par les États de Languedoc, durèrent jusqu'en 1704 : les échancrures dans les piles furent en partie colmatées et, contournant chaque pile, des passages en encorbellement furent aménagés pour élargir la voie.
En 1730, dans le premier tome de l'Histoire générale de Languedoc, dom Claude Devic et dom Joseph Vaissète firent le point des connaissances du moment sur le pont du Gard. En l'absence de textes antiques et à une époque où l'archéologie n'en était qu'à ses premiers balbutiements, la datation était très incertaine : ils rappelaient que Nicolas Bergier dans son Histoire des grands chemins de l'Empire romain (1622) attribuait la construction de l'aqueduc à Agrippa (vers -63 - vers -12) ; ils étaient plutôt d'avis que c'était Hadrien (76-138) qui l'avait fait bâtir. Mais le parcours du canal était connu, et ils relevaient à propos qu'il était destiné à amener l'eau de la Fontaine d'Eure jusqu'à Nîmes près de « la Tour Magne, où étoit le regorgement des eaux & le grand réservoir qui les fournissoit à la ville », à quoi ils ajoutaient avec moins de discernement « & à l'amphithéâtre pour la représentation des naumachies ».
En 1743-1747, l'ingénieur Henri Pitot accola aux arches de l'étage inférieur un solide pont routier. Les échancrures furent alors définitivement colmatées. Les États de Languedoc firent poser à cette occasion une plaque de marbre sur une pile du deuxième étage du pont avec l'inscription suivante :
« Aquæductum struxerant Romani pontem addidit Occitania anno MDCCXLV. Cura d. Henr. Pitot e. regia scientiarum academia. »
Elle fut détruite en 1793 par les révolutionnaires.

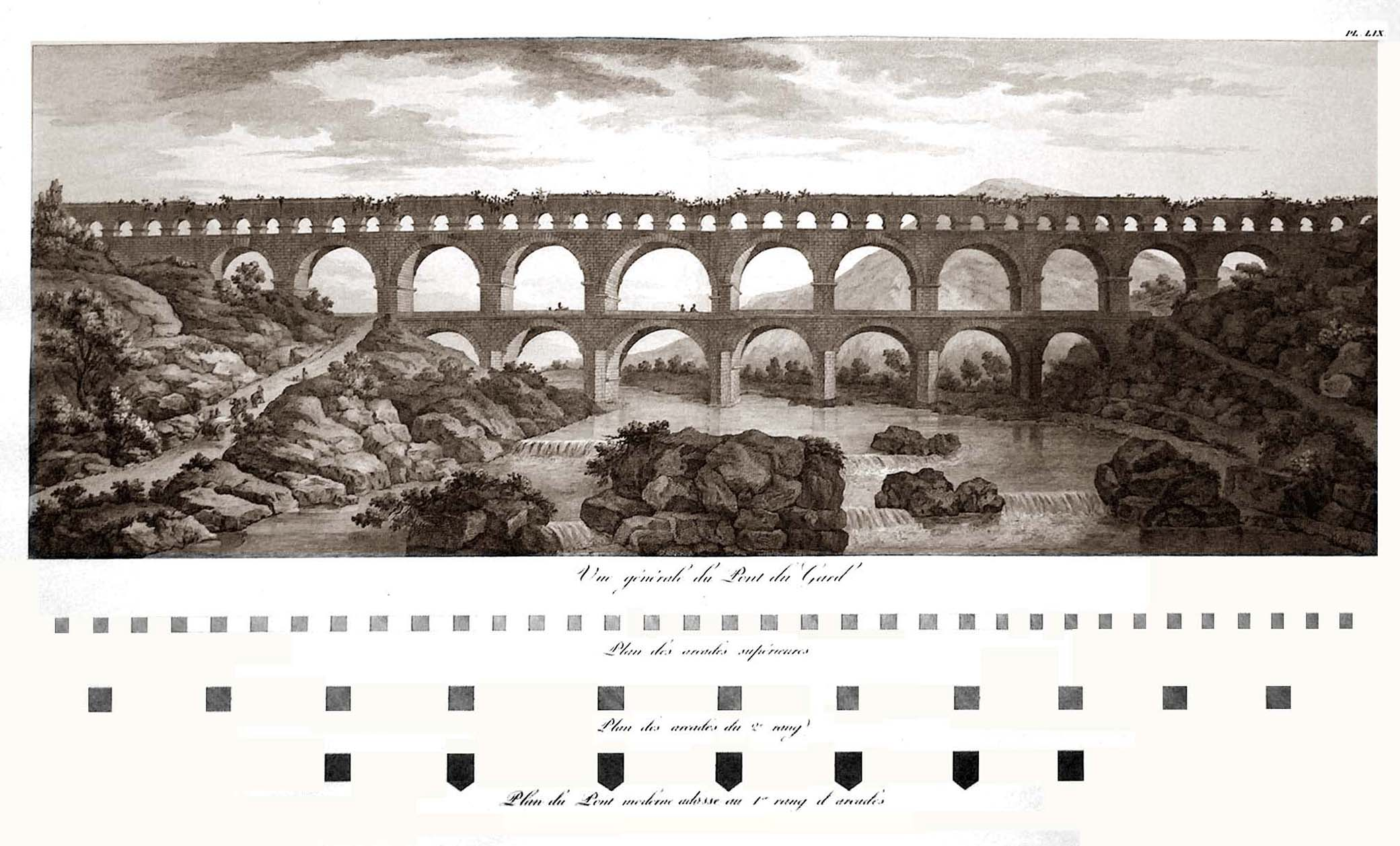
Gravure de Charles-Louis Clérisseau en 1804, montrant l'état fortement dégradé du pont à cette date.

Au XIXe siècle, le monument fut à nouveau l'objet de grosses restaurations, d'abord en 1842-1846 par Charles-Auguste Questel où, entre autres, un escalier est créé à l'intérieur de la dernière pile du dernier étage pour accéder au canal, puis de 1855 à 1859, les plus importantes de l'histoire du pont, sous la direction de Jean-Charles Laisné, sur l'ordre de Napoléon III[réf. souhaitée].

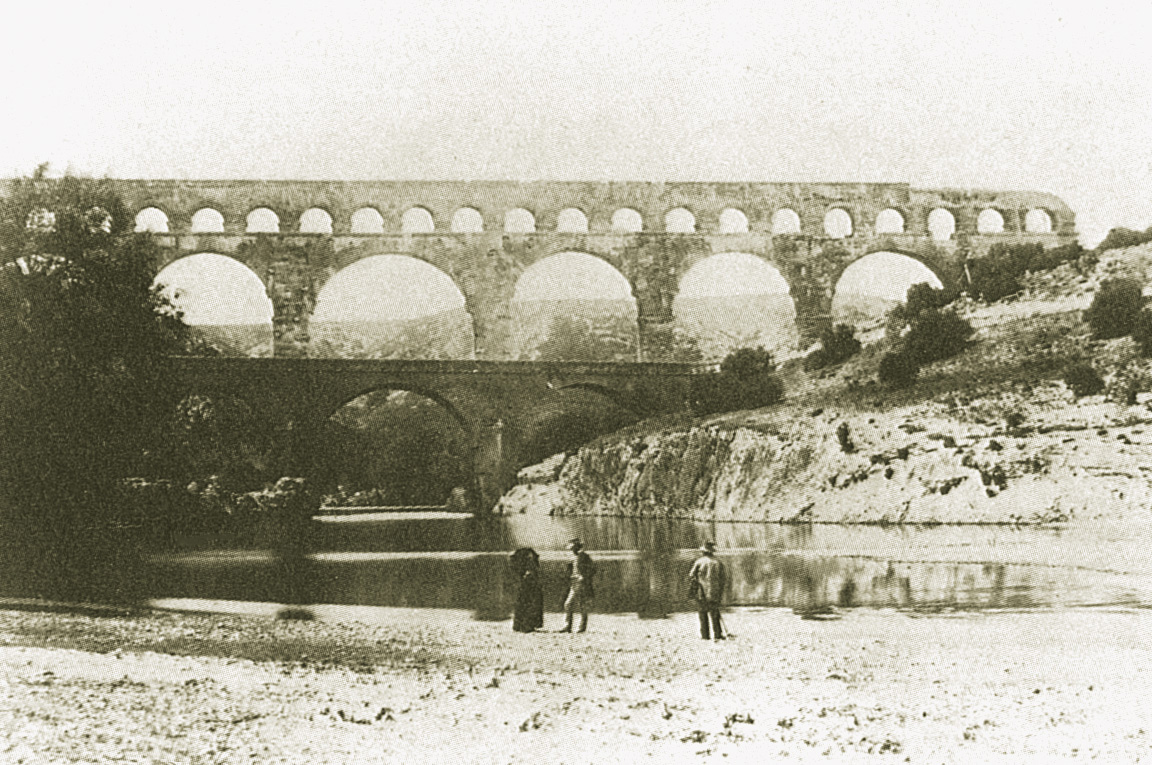
Pont du Gard, photographié en 1851 par Édouard Baldus dans le cadre de la Mission héliographique.
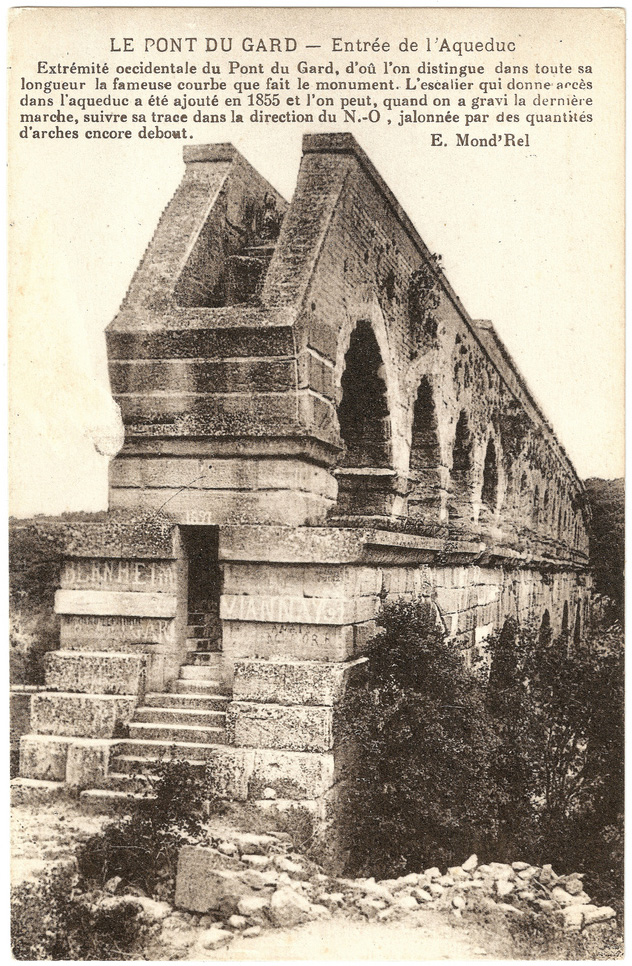
L'extrémité ouest du Pont du Gard en 1891, montrant les escaliers installés par Charles Laisné permettant aux visiteurs d'entrer dans le conduit.

En 1988 et surtout en septembre 2002, le Gardon connut de violentes crues qui causèrent des inondations catastrophiques mais n'occasionnèrent aucun dommage à l'édifice. Pourtant lors de la crue de 2002, l'eau monta jusqu'aux trois quarts des arches du niveau inférieur.
En 2000, l'État français finança, dans le cadre d'une opération Grand site national, avec l'aide de collectivités locales, de l'UNESCO et de l'Union européenne, un projet d'aménagement du site, confié à l'architecte Jean-Paul Viguier, afin d'assurer la préservation de ce monument exceptionnel, menacé par l'afflux des touristes. Il fut décidé de le rendre accessible uniquement aux piétons et d'améliorer les infrastructures destinées aux visiteurs avec, entre autres, un musée. Les nouveaux bâtiments sont imbriqués dans la roche et sont invisibles depuis le monument, dont ils imitent la couleur. Une attention particulière a été portée au paysage qui, dégradé par le tourisme de masse, a été restauré et mis en valeur par un parcours. Enfin, l'accès à la conduite au sommet de l'aqueduc a été limité à des visites guidées.

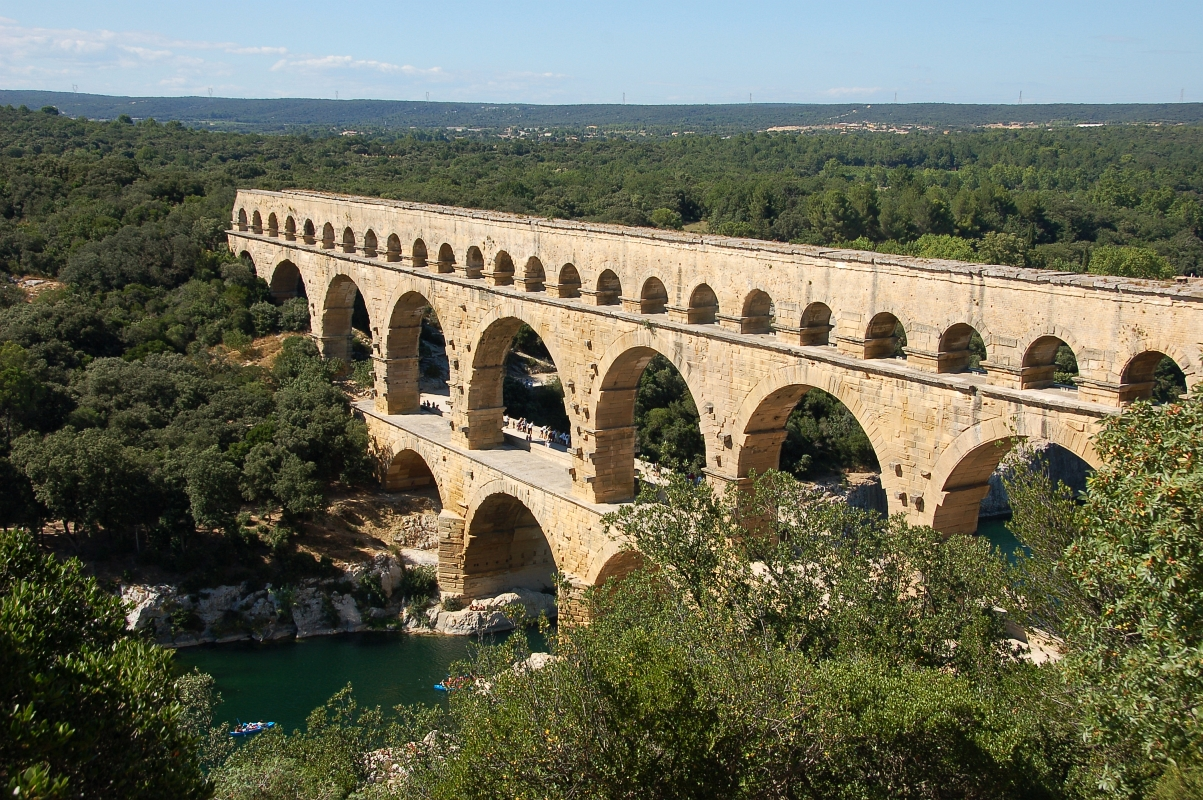
Vue plongeante sur le pont

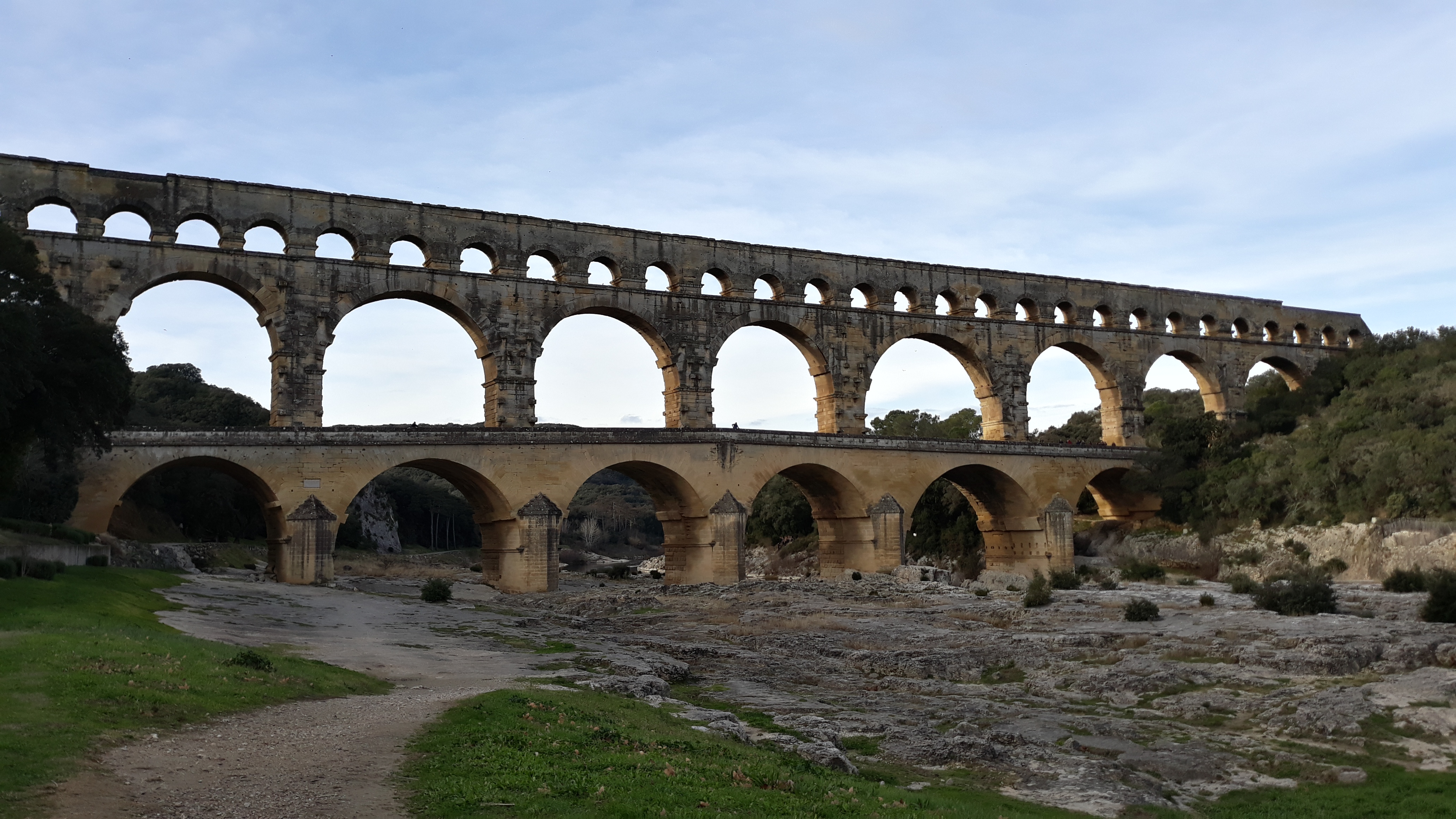
Pont du Gard à l'aube, depuis le chemin touristique

« Avec plus de 800 000 visiteurs en moyenne par an, dont 40 % d’étrangers, cet aqueduc [...] est le monument antique le plus visité de France et le monument le plus visité d'Occitanie ». La gestion du site est désormais assurée par un Établissement de coopération culturelle (EPCC).

### Tourisme
Le site dispose d'un musée.
Les sentiers de grande randonnée GR6 et GR63 passent par le pont.

## Dans les arts et la culture

### Littérature
- Dans Pantagruel (1532) de François Rabelais, le pont du Gard est signalé comme étant l'œuvre du héros éponyme lors de son passage à Montpellier[n 4].
- Dans le Comte de Monte-Cristo d'Alexandre Dumas, Gaspard Caderousse tient près de la construction un établissement, "l'auberge du Pont du Gard", qu'Edmond Dantès, sous les traits de l'abbé Busoni, vient visiter afin de connaître les détails du complot qui l'a envoyé au chateau d'If[29].

### Cinéma
Dans le film Les Vacances de Mr Bean, ce dernier essaye de joindre par téléphone le père d'un jeune garçon. Il tombe sur le téléphone portable d'un homme suicidaire qui suppose que c'est la femme qu'il aime. Mr Bean lui raccroche au nez et l'homme se jette du pont du Gard.

### Philatélie
En 1930, la Poste française émet un timbre de 20 francs chaudron qui est recherché du fait de ses nombreuses variétés. En 2003, la Poste française édite un feuillet de 10 timbres dont un timbre à 0,50 euro représente le pont du Gard dans la série Portraits de régions. La France à voir. En 2012, la Poste française émet un timbre à 0,77 euro intitulé "Visitez la France", où apparaît le Pont du Gard aux côtés du cirque de Mafate, de la Tour Eiffel, du Mont-Saint-Michel et de la place Stanislas de Nancy.

### Architecture
Les concepteurs du pont-aqueduc de Roquefavour, dans les Bouches-du-Rhône, mis en service en 1847, se sont inspirés de son architecture pour réaliser le plus haut aqueduc en pierre du monde.